# Джибуті на літніх Олімпійських іграх 2024
Джибуті на літніх Олімпійських іграх 2024 представляли сім спортсменів у трьох видах спорту.